# Národní park Koli
Národní park Koli (finsky: Kolin kansallispuisto) je národní park, který se rozléhá na území finských obcí Joensuu, Lieksa a Kontiolahti v Severní Karélii. Svou rozlohou pokrývá 30 km² území zalesněných hor na západním pobřeží jezera Pielinen. Park byl založen roku 1991, spravuje jej státní podnik Metsähallitus. Původně spadal pod správu finského lesnického výzkumného institutu, též nazývaného jako Metla.
Národní park Koli zachovává původní zemědělské tradice typické pro zdejší končiny. Pohané dříve park používali jako místo, kde vykonávali své oběti. Až v pozdější době zde bylo uplatňováno žďáření za účelem zisku nové úrodné půdy pro pěstování plodin a chov dobytka. Je zde tedy možné síct seno a chovat finské plemeno skotu a ovcí na zdejších loukách.
Kvůli snaze o ochraně soustřednosti okolní přírody je Národní park Koli celkem rozdělen do tří hlavních oblastí. Také na původní vzhled krajiny a horských vršků je kladen velký důraz za účelem jejího zachování do budoucna. Vzhled a správná funkce parku se zachovává za pomocí tradičních metod, jakými jsou například žďáření, pastevectví a rotační systém otevřených polí. Zejména různorodé plodiny musí být pro svoje zachování každoročně přemisťovány.
V hlavních přírodních oblastech se nachází lesem pokryté hory, které jsou chráněné také. Nesourodost a celková rozdílnost terénu v parku zajišťuje dokonalé podmínky pro výskyt široké škály biotopů v relativně malé oblasti, díky čemuž se v Národní parku Koli nachází velké množství rozličných druhů zvířat a rostlin. Proto zde bývají obnažené skalnaté oblasti hustě zarostlé porostem.

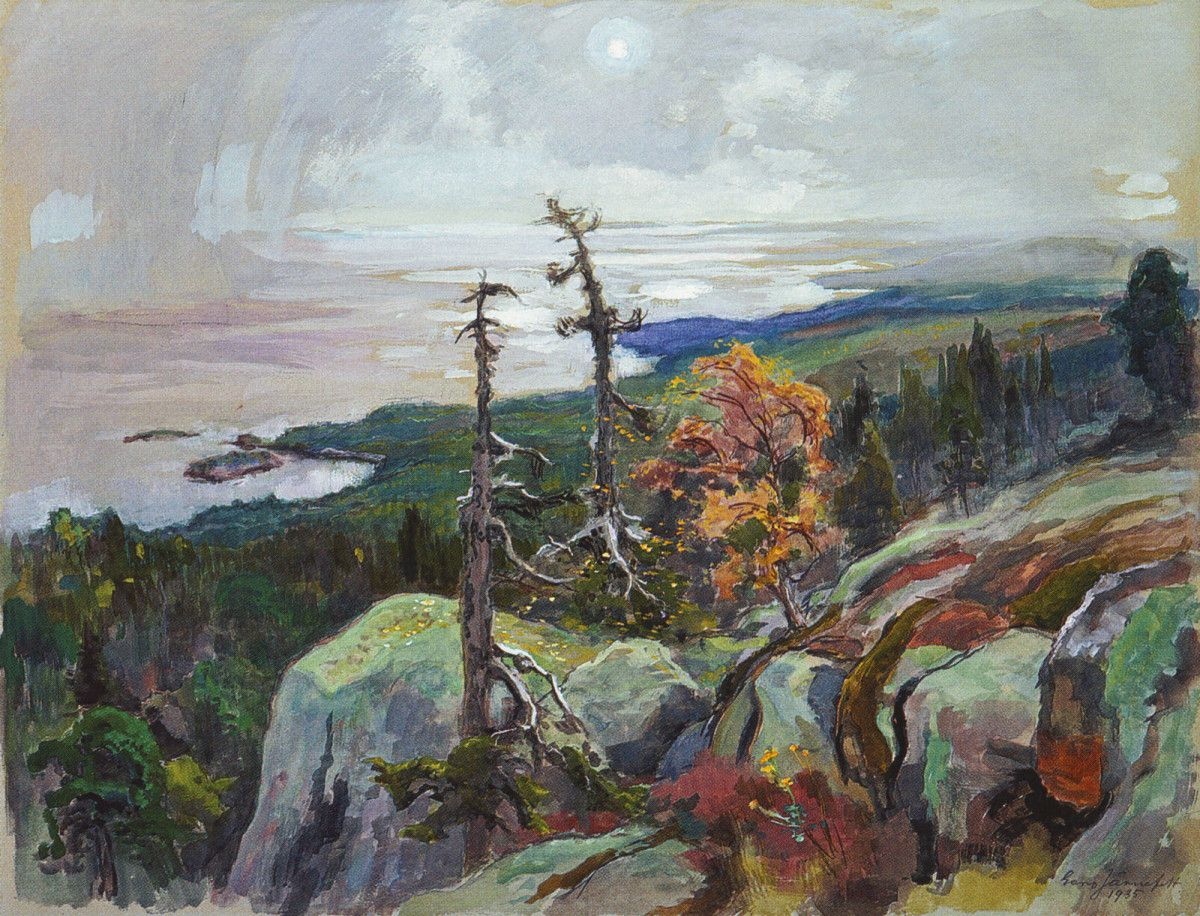
Eero Järnefelt: Pohled na Koli, 1935

## Zajímavosti
Zřejmě nejznámějším místem v Národního parku Koli je Ukko-Koli, ze kterého se nám směrem na východ naskýtá široký výhled na jezero Pielinen. Nedaleko od tohoto místa se nachází turistické středisko Ukko a hotel Koli. V parku se též nachází veliké množství jeskyní, mezi které se řadí i jeskyně Pirunkirkko, jež dosahuje délky 34 metrů a výšky 1–7 metrů[zdroj?].
Národní park Koli se stal inspirací pro umělce, jakými byl například skladatel Jean Sibelius, spisovatel Juhani Aho a malíř Eero Järnefelt. Roku 1911 namaloval Eero Järnefelt společně s A. W. Finchem a Ilmari Aalto velkou krajinnou scenérii, kterou lze dnes vidět v Helsinkách v nádražní restauraci[zdroj?]. Malíři se s tímto parkem seznámili v 19. století a je nazýván jako jedna z nejnádhernějších přírodních krajin Finska[zdroj?].
V parku fungují dvě lyžařská střediska, přičemž první, Loma-Koli, je spíše určená pro rodinné lyžování. Zato druhé lyžařské středisko spíše ocení vyznavači sjezdového lyžování. V Ukko-Koli lze využít tři lyžařské vleky a šest různých sjezdovek. Délko sjezdovek se zde pohybuje okolo 800–1500 metrů a z nejvyššího bodu sjezdovky je možné sjet dolů až o 230 výškových metrů. V Loma-koli fungují čtyři lyžařské vleky a šest sjezdovek. Délka sjezdovek se pohybuje mezi 530–1050 metry a z nejvyššího bodu lze sjet o 145 výškových metrů dolů. Dvě z těchto sjezdovek jsou určené pro snowboardisty. Pro děti jsou zde ze sněhu postavené hrady, skluzavky a další stavby.

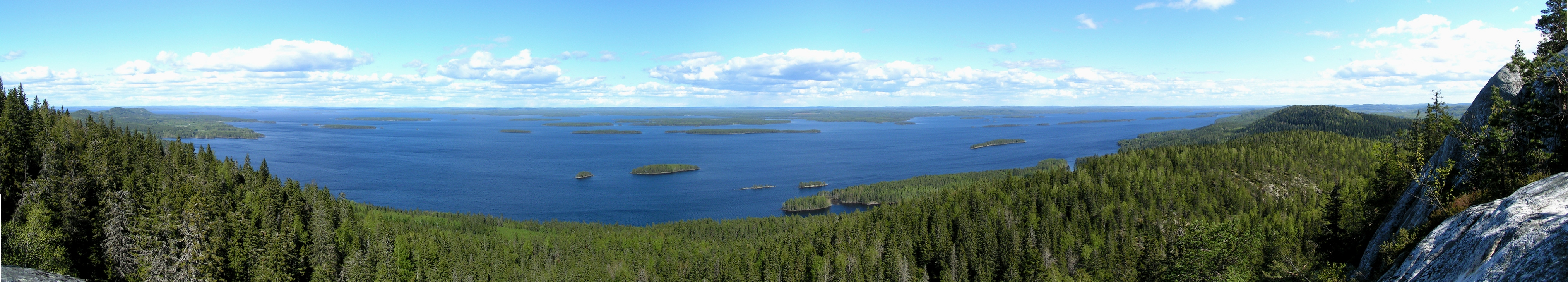
Pohled na jezero Pielinen